# Elezioni della Duma dell'oblast' di Mosca del 2021
Le elezioni della Duma dell'oblast' di Mosca del 2021 si sono tenute il 19 settembre, contestualmente alle elezioni parlamentari nazionali.

## Risultati
| Liste                                                 | Voti      | %     | Seggi |
| ----------------------------------------------------- | --------- | ----- | ----- |
| Russia Unita                                          | 1.186.801 | 46,15 | 36    |
| Partito Comunista della Federazione Russa             | 511.839   | 19,47 | 8     |
| Partito Liberal-Democratico di Russia                 | 209.063   | 7,95  | 2     |
| Russia Giusta                                         | 188.236   | 7,16  | 3     |
| Nuova Gente                                           | 138.985   | 5,29  | 1     |
| Partito Russo dei Pensionati per la Giustizia Sociale | 111.613   | 4,25  | -     |
| Comunisti di Russia                                   | 56.446    | 2,15  | -     |
| Partito Ecologista Russo «I Verdi»                    | 49.677    | 1,89  | -     |
| Jabloko                                               | 47.823    | 1,82  | -     |
| Rodina                                                | 36.323    | 1,38  | -     |
| Totale                                                | 2.536.806 |       | 50    |
| Voti non validi                                       | 91.759    | 3,49  |       |
| Totale                                                | 2.628.565 | 100   |       |

- Un eletto del KPRF talvolta considerato indipendente.